# おかしなガムボール
『おかしなガムボール』（The Amazing World of Gumball）はカートゥーン ネットワークで放映されているコメディーアニメーション作品。
このアニメは2011年（平成23年）5月3日より放送された。また、日本では2011年（平成23年）11月12日より放送されている。なお、アメリカ合衆国では、TV-Y7-FV（軽度の暴力あり、7歳以上対象）指定にされている、2020年3月までTOKYO MXで放送されていた。
2019年にシーズン6で一度完結したが、2024年にはシーズン7の全エピソード40話のうち、26話までのタイトル名が確定し、新タイトルで2025年10月6日に世界同時に放送開始。

## 概要
架空の町「エルモア・シティ」に住む12歳の青い猫ガムボールと彼の元ペットで親友で兄弟の手足が生えた金魚のダーウィンが、家族や学校、町中で様々な騒動を巻き起こすコメディ作品。
アメリカとイギリスとフランスの合作である本作品は実写の風景を背景に利用し、2Dアニメーションやクレイアニメーション、ペーパーアニメーション、3DCG、パペットなどで多様で個性的なキャラクターや背景を表現するという手法で作られている。この手法は元々没になったアニメーションキャラクター達が矯正学校に通う、というコンセプトで制作されていた結果である。視聴者の二次創作キャラクターを逆輸入し登場させたエピソードもある。
シーズンが進んだ一部エピソードでは著名なゲストアニメーターへの依頼が盛んに行われ、日本のアニメ会社STUDIO4℃も協力している。
アメリカでは2011年5月3日に先行放送、5月9日に本放送が行われた。イギリスとフランスでは2011年5月2日に先行放送され、9月5日に本放送が行われた。また、日本では2011年11月12日から放送された。
シーズン1からシーズン2、シーズン3までに様々な変更があり、全体的なキャラクターデザインが変更され、コメディスタイルがより現代的で社会風刺的になった。
カートゥーン ネットワークのYouTube公式チャンネルでショートバージョンといくつかのエピソードが無料配信されている。

## 主人公とワタソン家
ガムボール・ワタソン（英：zach "Gumball" tristopher watterson）
声 - 竹内順子
一人称：僕、俺（主に別人格の際）
特徴：体色が水色の猫。ワタソン家の長男。ペールオレンジと茶色のセーターと灰色のズボンを着用。パジャマは白地に赤ラインのシャツ。身長はリチャードの口辺り。二足歩行。
年齢：12歳
性別：♂
本作の主人公。シーズン1ではおバカで無邪気な面の強い子供っぽい性格だったが、シーズン2以降はものぐさで皮肉屋、激情することが増えて見栄っ張りな性格が強調されるようになり、破壊活動を行ったり言動も荒くなったりと多少過激化した。故に、平和主義なダーウィンとの喧嘩も増えた。
基本的には我儘かつ自分勝手で口が悪く、周囲からは問題児として見られがち。しかし、そんな性格ながらも本当は正義感が強い優しい性格であり、トラブルの発端が自分であると自覚すると責任を感じる場面も多い。
アナイス曰く一年中同じ服を着ているらしい。興味のないことは面倒くさがる傾向があり、ニコルからは「先のばし症候群」と言われている。
裸の時は股間にモザイクがかかり、このモザイクは視聴者だけでなく、作中の登場人物にも見えている。
本人曰く、取り柄や特技は特に無い。しかし口笛でトランペットの音を鳴らしたり、体のあらゆる部位を自在に操ったり、浮いたり、生身で自動車並みのスピードを出すことができるなど、超人的特技を色々持っている。歌を歌う、ウクレレを弾くといった音楽の才能もある。なので、バカだがバカではないのかもしれない。
化粧アレルギー持ち。蜘蛛が大の苦手。生まれつき異様に写真写りが悪い。
親友はダーウィンで、恋人はペニー。仲のいい友人の上から6人はレズリー、ボバート、バナナジョー、サラ、キャリー、トバイアス（上位5人は不明だが、トバイアスは6番目）。また、118-Aでファジーという旧友がいたことを明かした。
幼い頃隣人のミスター・ロビンソンによく面倒を見てもらっていた為、ミスター・ロビンソンをとても尊敬している。
好物はマシュマロが入った甘いシリアル。だが、食べすぎて頭がおかしくなったことがある。
42－Aで本名は「ザック（Zach）」だということが明かされ、二重人格のような状態になる。ザックの勝ち組っぽい名前によって調子に乗ったガムボールは厚かましいザックの人格にガムボールの人格を乗っ取られそうになり、また負け組に戻るために本名をガムボールに変更した。ミドルネームは「トリシャ（トリストファー）」で、ニコルの予定ではクリストファーだった。
ガムボールとの絆によって足の生えたダーウィンに自分の靴をプレゼントして以来、普段は靴を履いていない。
世界の1%の歳を取らない人の1人である。
ダーウィン・ワタソン（英：Darwin Watterson）
声 - 小林由美子
本名：ダーウィン・ラグランド・カスピアン・エイハブ・ポセイドン・ニコデマス・ワタソン3世
一人称：僕、自分
特徴：手足を生やした橙色の金魚。ワタソン兄妹の中間子（次男）という設定になっているが、実際は家族ではなく進化した金魚。足にはガムボールからもらったスニーカーを履いている。二足歩行。身長はリチャードの顎辺り。
年齢：10歳
性別：♂
本作の準主人公。手足のある金魚で、元々はただのペットだった。良識がある方だが少しズレたところがある。年齢はガムボールよりも2つ下だが、ガムボールとは同学年。
ガムボールの兄弟かつ親友で、もともとは幼いガムボールの気を引くためのペットとしてリチャードがオーサムストアで買ってきた、言葉を理解し真似をする金魚だった。心を通わせて以来ガムボールの親友で、今では一家の一員として生活している。また、肺呼吸が出来るようになった後も鰓呼吸が可能で、地上でも水中でも自由に活動できる。
お気楽かつ無邪気でナイーブな性格。進化した現在も金魚鉢を寝床にしている。お人好しであまり思ったことを言わないが、一度たがが外れ、思ったことを伝えすぎたことで人を無遠慮に傷つけてしまった。
ガムボール同様、シーズン1と2以降で性格が大きく異なり、ガムボールより平和主義で比較的真面目な性格になった。だが、ガムボールの事が大好き故に、118-Aで登場したガムボールの旧親友(ファジー)に嫉妬し、葬ろうとしたことがあるほど、自分の愛を邪魔する者に容赦が無い。意外にも、自分が可愛い事を自覚している。
ガムボールやアナイス同様超人的特技をいくつも持っている。人形遊びが好き、ヒーロー戦隊物の番組が好きなど、アナイス程ではないが子供っぽいところがある為、ガムボールから呆れられている。
リチャードとニコルのことを「パパさん（Mr.Dad）」、「ママさん（Mrs.Mom）」と呼んでいる。
7-Aで、フルネームが「ダーウィン・ラグランド・カスピアン・エイハブ・ポセイドン・ニコデマス・ワタソン3世」であることが判明。42‐Aからは忘れていた。三世とはあるが、実際には最低で7匹のダーウィンがトラブルで死に、トイレに流されていたほか、ダーウィン一世はベッドの下から骨になって発見されたため、実際の順番は不明。
恋人は幽霊のキャリー。きっかけは不明だが、23-Aで霊体になったときに唐突にキャリーにキスし、88-Aで写真を眺めたり送る詩を考えたりしており、同話のラストで付き合い始めた。
靴を脱いでいる時はタオルを巻いている場合を除きモザイクがかかる。
ガムボールから譲り受けた旧式の大型携帯電話を持っているが、携帯病と言われた後からあまり使っていない。また、シーズン6からはスマホになっている。
エルモア・ジュニア・ハイの部活動ではシンクロナイズドスイミングクラブ所属。羽毛アレルギー。好物はじゃがいも。ガムボールのほかにはバナナジョーと仲が良く、ダーウィンのみでバナナジョーと出かける約束をしている描写もある。中国語（60‐Bでは広東語）で「中国語は話せない」とたまに話す。
ナイーブな一面もあり、しばしば人の話を真に受けたり大袈裟に考えてしまう。その為更にスモール先生に不安を煽られた結果、自分の番組に様々な表現規制をかけた挙句、他社の番組(ルーニー・テューンズ)にも電話で口出しし、安全と幸せの為という名目で街を監視下に置いて街を支配してしまったことがある。
意外と絶叫マシンが好きで、キャリーとのデートでも乗った。地球が滅亡する日には絶叫マシンの上でアイスクリームを食べるつもりらしい。
ダーウィンとの再開を待ち続けていたガムボールは自分の靴をプレゼントし、ワタソン家の一員として迎えられた。
パイロット版では3DCG。
アナイス・ワタソン（英：Anais Watterson）
声 - 日向ゆきこ
本名：アナイス・ロージー・ワタソン
一人称：私
特徴：ピンクの兎。ワタソン兄妹の妹。橙色のワンピースを着用。パジャマは兎の絵が入ったピンクの長袖シャツ。身長はリチャードの胸辺り。二足歩行。
年齢：4歳
性別：♀
ガムボールの妹。顔に似合わず口が悪く、0歳の頃は両親の愛を独占しようと兄に悪質な嫌がらせをしたり、隙あらば兄を殺そうとした過激な赤ちゃんだった。しかし、幼児ながら家族で一番、頭がいいしっかり者。ままごとやかわいい映画を好む子供らしい一面もある。テレビ放映もされている「デイジー」というぬいぐるみを所持しており、ないと眠れない。ニコルの様にあくせく働きたくないという理由で将来の夢は王子様と結婚することで、そのため周りからは「将来ろくな大人にならない」と言われている。
リチャードの言い間違いにより、ミドルネームは「アー（Errrrrr）」になっている。
ガムボール達より年下だが成績が良いため、ガムボール達より1つ上の８年生(日本でいう中学2年生)である。かつてダーウィンの全国模試で答案を記入した結果、全国1位を取った事もある。家族同士の争いになると知恵を使い、多くの場合一人勝ちする。生まれたときから高度な知能を持っていて言葉を理解でき、出生時のネームタグはアニアスと誤記されていたが、自らアナイスに訂正した。しかし誰も招待をせずにパーティーを開こうとするなど、稀に抜けたところもある。力も強く、いじめられた時も暴力でやり返そうとしたが、ガムボールたちに止められた。家族のおバカな言動にいつも呆れており、額の叩きすぎで脳にダメージを受けてしまった。パズルが得意。
友達作りが下手で、極度の人見知り。
エルモア・ジュニア・ハイの部活動では物理クラブに所属。
本人は否定しているが怖がりで、唐突に現れた魚の絵に固まり、怖い映画のラストシーンを見て気絶したほど。因みにシーズン2では普通に丸太の橋を渡っていたりしたので、この設定はシーズン3以降になる。
ニコル・ワタソン（英：Nicole Watterson）
声 - 山根舞
本名：ドクター・ニコル・ワタソン
一人称：私、ママ
特徴：水色の猫。レインボーファクトリーのバッジを付けた白のポロシャツとスカートを着用。二足歩行。
年齢：38歳
性別：♀
ガムボール達の母。一家の大黒柱であるスーパーママ。基本的に常識人だが、一度怒ると手がつけられなくなるほど強く、周囲を恐がらせることが多い。
頭が良くて身体能力が高い。足がとても速く、時には音速を越えたこともある。普段は子供思いで優しいが、イライラしてキレやすく桁外れな重機並みの力を持っているので、怒らせると大変な目に遭う。何もしないでいるのが苦手でストレス発散が趣味。両親は青い猫の母と、ニコル似の顔の猫の父。職業はレインボーファクトリーのセールスウーマン。運転資格有り。エルモア・ジュニア・ハイの部活動では怒りのコントロールクラブに所属。家族からインターネットに乏しいと思われている。若い頃は絵描きになりたいと思っており、自宅にもいくつかの絵が飾られているものの、実は絵は下手である。元々リチャードとは同級生だった。
アナイスを大事に見守り、ダーウィンをまるで本物の子供のように可愛がり、ガムボールに自信を持たせ、彼らが行く道を誤らないように大事に育てている。
ガムボール同様、ペットショップの猫を見てショックを受けていた。幼少の頃から「負け犬」呼ばわりされていたためミス・シーミアンに恨みを持つ。
就職先のレインボーファクトリーは瞬きを一秒でもすると1秒間勤務時間が伸び、16時間労働で残業代は無し、トイレに行く時間ももらえず男性社員よりも女性社員の方が給料が28％安いといった俗に言うブラック企業。当初はガムボール達も名前からして幻想的な楽しい職場であると勘違いしていた。96-Bで月間優秀社員に選ばれた際に「1ドルにつき3セント」昇給し「給料が月に10ドル上がる」と話していた。
シーズン6で本名はドクター・ニコル・ワタソンだと明かした。ドクターが名前で、ニコルはあくまでミドルネームである。本人も名前が気に入っておらず、ずっとミドルネームで名乗っていたため、家族も知らなかった。
両親が余りに極端なエリート思考で過度な期待を背負わされていたために反発して親子関係はこじれ、家出同然に独立してから疎遠になっていた。リチャードのようなダメ男と結婚した理由も両親への反抗心によるものである。
リチャード・ワタソン（英：Richard Watterson）
声 - 武藤与志則
本名：リチャード・バックリー・ワタソン
一人称：私、僕、パパ
特徴：ピンクの兎。白のYシャツとネクタイ、ズボンを着用。二足歩行。
年齢：38歳(本人の台詞から42歳という説もある。)
性別：♂
ガムボール達の父。ガムボールやダーウィンを遥かに上回るおバカで、食べることが何より好きなおデブ。ネクタイ姿だが働くことは大嫌い。大人になっても無邪気な感情を持ち続けていて、失敗や頼りない場面が多いものの、模範ではないものの子供の良い遊び相手であり、家族思いな性格。厳しくなりきれない性格もあり、他人に「ノー」と言えない。
職にはついていないが、一度ピザデリバリーの仕事に就いた時は、宇宙のバランスを崩してしまった。
専業主夫。マイペースで少しドジ。異常なまでに食欲旺盛。エルモアで一番の怠け者で、仕事をしたがらない。運転資格有りだが、度々事故を起こして車を修理しているため、修理代がとんでもなくかかるらしい。エルモア・ジュニア・ハイの部活動ではファンタジークラブに所属。書類に署名する際、意匠を凝らしたサインを書いてしまい、ミス・シーミアンに「ガムボールが保護者のサインを偽造した」と誤解された。子供の頃は自らを「木綿マントの騎士」と名乗っていた。『ウィッシュボーン』という魔法が嘘だと知り、それから15年間叫び続けたことがある。元々ニコルとは同級生だった。
自身は父親がいない母子家庭で育った(本人曰く「42年前にミルクを買いに行ったきり帰ってこない」らしい)。自身と母は捨てられたと薄々分かっていながらも父親の帰還を待ち続けており、母親が新しい彼氏と付き合っていることを知ったときはすぐに受け入れられず取り乱してしまった。
ソーセージや揚げ物を始めとして食べ物が大好き。心臓の医者にかかっているらしく、肥満症である。歯に麻酔を打たれると頭がおかしくなる。勝手に作った一日12食のルールは誰も守っていない。また、自らダイエットを試みたこともあるが、間違ったダイエット方法で食事を続けて逆に太ってしまったことがある。その後、ガムボール達の策略でダイエットに成功するが、体を鍛えることにハマってしまい、筋骨隆々になり自己愛が強くなってしまった。
母親の教育が原因で自分で何一つ考えられない性格になってしまった。知能の大きさはアメーバ以下。
ジョジョの新しい彼氏のルイに最初は母親を取られると思い、認めていなかったが後に和解した。また、ルイを養子にした事もある。
一番のお気に入りの子供はダーウィン。本人曰く、息子が2人いると言いたいため、ダーウィンを養子にしたらしい。
84-1（ママの大切な日）のエピソードでお尻と思われる場所にタトゥーを入れている。

### ワタソン家の他のメンバー
ジョセフィン・ワタソン（英：Josephine Watterson）
特徴：ピンクの小柄の兎。
年齢：63歳
性別：♀
リチャードの母。通称「ジョジョ」。一家とは別居しており、キスとテレビが趣味。前夫のフランキーが家を出たために女手一つでリチャードを育てたが、過保護な育児のために何も考えないおバカなままの大人にさせてしまった。現在ではルイと出会い、再婚している。リチャードの保護者を自称するニコルとはしばしば対立する。足腰やお尻には金属、矯正靴を履いていて、銀歯が6個、頭にはプレート、心臓にはペースメーカーを入れ体中が金属だらけなため、自動車並みに重い。
フランキー・ワタソン（英：Frankie Watterson）
特徴：グレーの大柄のネズミ。
性別：♂
リチャードの父でジョジョの元夫。若いころから詐欺師気質で、スリや騙しの常習犯。リチャードは「42年前ミルクを買いに行ったっきり戻って来ていない」と言い、いつかきっと帰ってくると信じていたが、フランキーが自分たちを捨てた事実に薄々勘付いていた。その後、年寄りに月の土地を売る詐欺を行ったことで、警察から逃げて生きていた。家賃を払えず住んでいた家が差し押さえにあっていた時に、ガムボール達が新聞に出した人探しを見て家に戻ってきた。ジョジョからは「ドブネズミ」と呼ばれており、ワタソン家の中で「ネズミ男の日」という行事を作られているなど嫌われている。何十年も放ったらかしにしていたリチャードに対して父親らしく生きられていないことを負い目に感じている。

## 登場人物（その他）

### エルモア・ジュニア・ハイスクール

#### 生徒
ペニー・フィッツジェラルド（英：Penny Fitzgerald）
声 - 山根舞
特徴：48話までピーナッツの所々にある穴から角や手足が出ているが目や口となる穴もある。腕にはバンド、足には靴を着用。48Bパートの途中から体の形はそのままに黄色いシェイプシフターに変化している。
年齢：12歳
性別：♀
穏やかで優しい性格。ガムボールを諭したり父親にしっかりと意見したりと強かな心を持っている。恋人はクラスメイトのガムボール。初期はガムボールが一方的にアタックしていたが、その頃から本人はまんざらでも無さそうな反応をしていた。
シーズン2から姿が若干変更され、体がスマートになり、くびれが付いた。
48話のBパート「飛び出せ、ペニー！」での芝居のシーンで、ガムボールとのキスの際に目にひびが入ってしまい、最初は嫌がっていたもののガムボールに背中を押され、殻を破ってシェイプシフターとしての正体を明かした。しかし、ガムボールの第一声を勘違いして暴走してしまったこともあり、意外と感情の歯止めが効かないところもある。
エルモア・ジュニア・ハイのチアリーディングチームでリーダーを務める。同校の部活動ではシンクロナイズドスイミングクラブ所属。トバイアスのことを少し嫌っている。家族には母・父・妹がいる他、蜘蛛のカドル（英：Cuddles）を飼っている。ブルーベリーアレルギーを持っている。
ロブ（英：Rob）シーズン1、3・シーズン2
声 - 高橋里枝
特徴：体色は青色で細身の人間。金髪のサイクロプス（シーズン1、2）。忘れられた世界から帰ってきてからは灰色のポリゴンの体になった。
年齢：12歳
性別：♂
ガムボールのクラスメイトだが存在感が薄く、いつも名前を間違えられたりマンホールに蹴り落とされたりと彼らにも良い扱いを受けていなかった。遂にはしばらくの間存在そのものを忘れられていた。本人曰く母親や兄弟はいない。
本作のカートゥーンネットワーク・ヴィランズ。シーズン3ではモリー同様に忘れられた世界送りにされており、モリーを助けに来たガムボール達には気付かれずに放置されそうになったところをスモール先生のバンにしがみついて共に脱出。それと同時に粗いポリゴンの姿になって記憶を失い、自分が何者なのかも忘れ、ワタソン家の秘密の地下室で密かに暮らしていた。その後ガムボール達に存在がばれ、悪役になることを提案された時に忘れられた世界のことを思い出し、自分を見捨てたガムボール達への復讐心のために悪役になる道を選んだ。
トバイアス・ウィルソン（英：Tobias Wilson）
声 - 後藤ヒロキ
特徴：もこもこでカラフルな体だが色を自分でぬくこともある。ヘアバンドを使用。
年齢：12歳
性別：♂
お調子者で偉そうな態度を取っており、運動面に努力している模様。ガムボールのクラスメイト。エルモア・ジュニア・ハイの部活動ではサッカークラブ所属。家族には姉のレイチェルの他に父ハロルドと母がいる。
女子にモテるためにたくさんの努力をするが、いつも嫌われて終わる。
親友だと思い馴れ馴れしくガムボールに接していたが、6番目の友達だと明かされたときには上位5人を倒し一番になろうとしていた。
バナナ・ジョー（英：Banana Joe）
声 - 江藤博樹
特徴：顔と棒状の手足が付いたバナナ。皮を剥く事ができ、剥いた後も顔と手足は残る。
年齢：12歳
性別：♂
ガムボールのクラスメイト。トバイアス以上のお調子者でジョーク好き。エルモア・ジュニア・ハイの部活動ではサッカークラブ所属。家族には父ボブと絵で書いたことを現実にできる母がいる。シーズン1ではガムボールをあざ笑うこともあったが、シーズン2では性格が良くなり、ガムボールやダーウィンを友達と思い仲直りしようとした。ガムボールの友達上位5位のうちの一人で彼らとも仲がいい。
脇でおならの音を出すことが好き。基本的にジョークは面白くなく、それで悩んだ時期もあったが、すぐに自信が戻った。
キャリー・クルーガー（英：Carrie Krueger）
声 - 高橋里枝
特徴：半透明のおばけ（ゴースト・幽霊などはっきりしない）。3Dアナグリフ画像のような見た目をしている。片目が前髪で隠れており、骸骨パーツの付いたリボンをつけている。大抵物は体をすり抜け、瞬間移動もできる。
年齢：12歳（本当の年齢は327歳であることが判明した）
性別：♀
ガムボールのクラスメイト。
常にダークな雰囲気をただ寄せている。暗く投げやりな態度を取る性格で、嗜好は個性的でパンクなも。よく瞬間移動をする。自由にものを動かしたりもできる。普通のカメラには映らない。
生まれつきのおばけで、人間の父親と幽霊の母親の禁断の恋で生まれた子らしい。人を驚かすのが好きなやんちゃな一面を持つ反面、ダーウィンからキスされた際、恥ずかしそうに顔を赤らめるなど、ダーウィンに対して好意を持っている。そのほかにも、ダーウィンと一緒にいるテリに嫉妬したり、ポニー映画を見て感動するなど、なんだかんだいいつつ、女の子らしい性格をしている。
ハロウィン回ではメインを務める。物を食べることができないのが悩みで、ガムボールにとりつき大食いしたことがある。
レズリー（英：Leslie）
特徴：植木鉢に生えたピンクパンジー。足は植木鉢から出た根。一人称は「あたし」。
年齢：12歳
性別：♂
ガムボールのクラスメイト。エルモア・ジュニア・ハイの部活動ではシンクロナイズドスイミングクラブ所属。ペニーの従兄弟ということでガムボールを驚かせた。鉢植えを取るとモザイクがかかることがある。
女子力も高く、よく女子と仲良くしている。
生まれた時からダンスをしており、楽器が得意な描写もある。そのため、エルモアジュニアハイのスクールパレードでは、毎年ソロを務めている。
ボバート（英：Bobert）
声 - 後藤ヒロキ
特徴：ボディカラーが白のロボット。目となるモニターは一つで左側にある。
性別：♂
ガムボールのクラスメイトのロボット。量産されているモデルらしく、進化版では、カラーが5つもあった。
ロボット故に高性能コンピューターや映像の記録・投影機能、ボイスチェンジ機能、プリント機能、冷却用ファンなどの多くの機能を持つ。戦闘用の武装も併せ持ち、変形によって巨大ロボットになる事も可能。普段は小さくておとなしいが怒らせると軍事兵器で攻撃する。ガムボール達のことをしばしば「有機生命体」と呼んでおり、「愛」を理解できなかったり、命令があればその言葉をそのまま捉え容赦なく人を傷つけるため注意が必要だが、そのせいで何度も迷惑をかけられている。エルモア・ジュニア・ハイの部活動ではのけものクラブ所属。家族には母がいる。
正式名称はBobert6e。
アラン・キーン（英：Alan Keane）
声 - 里卓哉
特徴：顔の描かれた緑色の風船。しぼんだり破裂したりする事がある。風船のため常にヘリウムガスを吸ったような高い声をしている。
年齢：12歳
性別：♂
ガムボールのクラスメイト。とてつもなく良い奴。正直で生真面目だが風船なので不自由が多く、コミュニケーションも苦手らしいが人助けは行う。その日の気温によって身長が変わる。食べる時は吹き口から摂取する。
ガムボールに散々な目に合わされても怒りはしない聖人君子のような性格。シリーズ最初期ではガムボールによく名前を間違えて呼ばれた（「アダム」「アンソニー」「アンドリュー」など、最初の "A" しか正しくない）。性格が良すぎてクサい台詞を言うことが多く、ガムボールに煙たがられている。恋人はカルメンで愛情も完璧。普段は落書きのような顔だが、写真に撮られるとイケメンに写る。パイロット版では顔が異なり、彼女はマサミであった。
サラ（英：Sarah.G.LATO）
特徴：手足の生えたコーンアイスクリーム。なのでよく顔は溶けたり落ちたりする。
性別：♀
シーズン2の終盤に、エルモア・ジュニア・ハイに転校してきたかなり不思議ちゃんな生徒。
本人曰く変人である事から他の生徒と打ち解け合えないらしいが（なお、転校前の学校の生徒は皆昔のセル画アニメーションのような見た目をしていて、馴染めなくて当然らしい）、転校して以来よく話をするガムボールとダーウィンに異常なほどに好意を抱いており（転校した直後に校長から校内を案内するように言われたから）、初登場回では裏で様々な噂を流したりしてガムボールとダーウィンが彼女の前の学校の生徒に正義のヒーローとして勝利するよう動かした。彼らの行く先々で待ち伏せをしたり、部屋に忍び込むなどのストーカー行為を働いた事がある。今でもよくガムボール達と同じ画面内に映っており、盗み聞きしている。また妄想癖があり、自分が考えたストーリーでガムボールとダーウィンに自分を掛けて争わせる演技をさせた事もある。いわゆる現代的な夢女子である。
かなりのオタクで時に気味悪がられるような独特の興奮の仕方やリアクションをすることもあったり引かれることも多いが、何だかんだガムボール達とも仲が良い。
ガムボールをモデルにした「レーザーハート」というアクションヒーロー物のコミックや、それ以外にも色々本を作っている。
マサミ・ヨシダ（英：Masami Yoshida）
声 - 高田千裕
特徴：小さい雲そのもので穴は目や口となる。雲の形を変えれば物も掴むことができ、普段は見えていないが足もある。黒雲の状態では悲しい時は雨、怒った時は雷を降らせられる。
年齢：12歳
性別：♀
少々わがままなカンペキ超お嬢様。だが本人はちやほやされることを望んでおらず、普通の友達として接してほしいと思っている。ガムボールのクラスメイトでチアリーディングチーム所属。レインボーファクトリーのオーナーである母のユキと父がいる。
テリ（英：Teri）
声 - 高田千裕
特徴：リアルな紙質の動く切り取られた紙で、頭は熊、身体はワンピースの形になっている。紙には顔とワンピースの模様が鉛筆線で描かれている。消しゴムを使うことで、顔を書き換えたりできる。
年齢：12歳
性別：♀
かなりの潔癖症でよく汚れてそうなところ（そこら中）に消毒液をかけている。汚れたものには厳しく外罰的。ガムボールのクラスメイトでチアリーディングチーム所属。医者の母がいる。パイロット版では男だった。子供の頃は顔が異なっている。ウイルスは大の苦手。
モリー・コリンズ（英：Molly Collins）
特徴：竜脚下目の恐竜で体色は黒。二足歩行。
年齢：12歳
性別：♀
ガムボールのクラスメイトでチアリーディングチーム所属。ツリーハウスを所有している。基本的に存在感が薄く、周りの人にもにつまらない子と言われているが、本人は自分の話が面白いと思っているらしく、「今日こんな事があったの」と切り出し、聞かせて来る話は何の驚きも笑いどころもない、ただの日常の1シーンである。遂にはシーズン2から登場しなくなったがシーズン3で再登場、忘れられた世界に1年間いたが、ガムボールとダーウィンとスモールに助けられた。
カルメン（英：Carmen）
声 - 日向ゆきこ
特徴：顔と棒状の手足のあるサボテン。
年齢：12歳
性別：♀
頭脳明晰。ガムボールのクラスメイトでチアリーディングチーム所属。家族には父がいる。
最初はバナナ・ジョーと付き合っていたが、現在はアランと付き合っており、戯れ合う2人を周りの人々は嫌がっている。
レイチェル・ウィルソン（英：Rachel Wilson）
特徴：人間の体で体色は水色。もこもこかつカラフルな長髪にはヘアバンドを付けている。白シャツとスカート着用。
年齢：14歳
性別：♀
トバイアスの姉だが弟とは対照的に馬鹿や子供っぽいものが嫌い。きつい性格で友達がいるらしいが、自分が主催したパーティーに誘っても誰も来てくれなかった。その際、ダーウィンに自分からキスをし、その後ダーウィンがびっくりし、倒れてしまったので「この程度しかいないの？」などともいっていた。その後からもダーウィンに好意を抱いている様子は見られない。
シーズン2以降は登場回数が少ないが、後に大学に行ったことが判明した。
ジューク（英：Juke）
特徴：人間の体にラジカセの頭という外見。実際にカセットテープの音楽を流せる。
年齢：11～12歳
性別：♂
ガムボールのクラスメイト。普段はボイスパーカッションで話し、それは文章でも反映される。実は後頭部に人語（VOICE）で話すか音楽（MUSIC）で話すか切り換えるスイッチがあり、これをVOICEに設定すれば言葉を話せるようになる。しかしジューク自身は腕が短くてスイッチに手が届かず、クラスメイト達もこの事実を知らずにいる。そのため、話すことができるようになった夢を見たとき、とても喜んでいた。
アントン（英：Anton）
声 - 後藤ヒロキ
特徴：棒状の手足が付いた食パン。顔は表面の焦げ目で表現されている。手袋と靴を着用。
年齢：12歳
性別：♂
ガムボールのクラスメイト。本物の食パンのため食べられたり体を壊されたり鳥についばまれることもしばしば。その度に復活しているが、ガムボールとダーウィンの調査で、アントンの両親にトースターで作られているたびに食パンが生命を持って焼き上がっておりライフは無限。ガムボールとダーウィンが不完全再現したこともある。自身が食パンであるにも関わらずいつもサンドイッチを食べようとしていて、いつも何らかの原因でサンドイッチを食べることができなくなってしまう。
アイダホ（英：Idaho）
特徴：棒状の手足が付いたじゃがいも。顔が描かれている。
年齢：12歳
性別：♂
ガムボールのクラスメイト。家族は畑に住んでいる。じゃがいもなのでどんな傷でも土に埋まればすぐに回復する。田舎暮らしに慣れているせいで、ガムボール達の都会的な生活をした際は体調を崩してしまった。
サシ（英：Sussie）
声 - 高橋里枝
特徴：肥満体の人間。顔は逆さまのおとがい。
年齢：12歳
性別：♀
ガムボールのクラスメイトで、変った話し方をする。とても優しい性格だが、異様な見た目（彼女の両親も同様）のため、周りの生徒には気持ち悪がられている。
ホットチョコを吐き出したり、口の中が見えるようにしながら食事をするなど、かなり汚い。目玉は付け外しが可能で毎日違う目玉を付けている。
友達がいないのか誕生日パーティーにも誰も来てくれなかった（ガムボール曰く「このパーティーを人に例えるのならサシそのもの」らしい）。
子供の時の夢は、弁護士。
シーズン4ではクロマキー撮影をしている光景が放送され、女優の顔も確認できた。
ジェイミー（英：Jamie）
特徴：小柄なミノタウロス。
声 - 高橋里枝
年齢：13歳
性別：♀
ガムボールのクラスメイト。ケンカが強くいじめっこ。かなりやんちゃな性格。
シーズン3以降では、本作のカートゥーン ネットワーク・ヴィランズとして、目が髪の毛で隠れ、性格も変化している。母親がエルモア・ジュニア・ハイに勤める教師で（後述）、学校でも母親の監視下にあるせいで本来の自分の姿をさらけ出せない不満を打ち明けた事がある。
シーズン4では、ダーウィンと付き合っている時にガムボールに二股をかけようとした。
質問されると深く考えてしまう癖があり、その際行動が停止する。
クレイトン（英：Clayton）
声 - 里卓哉
特徴：顔の付いた赤い粘土の塊。形を変える事（他人に擬態する事も）が可能。
年齢：12歳
性別：♂
ガムボールのクラスメイト。他人の心臓の動きを止める武術を使える。かなりの嘘つきだが、それは本人が自分の事を負け犬と思っているから。
オチョ （英：Ocho）
特徴：8ドットの蜘蛛。"ocho" とはスペイン語で「8」の意味。
年齢：12歳
性別：♂
ガムボールのクラスメイトで、やり過ぎる所がある。エルモア・ジュニア・ハイの部活動ではのけものクラブ所属。母がいる。実生活の中でビデオゲームのような裏技（コナミコマンド）を使うことができ、しばしば（試験中などに）これを繰り出してズルをしている。体は小さいが怒るとエキサイト〔興奮〕して何をして来るか解らないのでかなり厄介。　
本名は「ハリエ　オナラ　フカソン」　
ホットドッグガイ（英：hot dog guy）
特徴：手足をはやしたホットドッグ。顔にはサングラスを着用。
性別：♂
初期の回からカメオ出演している。ある時ダーウィンに予測不可能なところを見せようとしたガムボールが赤の他人である彼に抱きついてしまい、それ以来お互いに気まずい関係になっている。
ウィリアム（英：William）
羽の生えた目玉。周囲や離れた場所にある物を破壊する能力を持っている。
年齢：12歳
性別：♂
備考：ガムボールのクラスメイト。本当は思考があり言葉も分かるが口が無いため皆には聞こえない。そのためクラスメートから無視されていると思い込んでおり、ガムボール達を襲ったこともある。
エッグヘッズ（英：Eggheads）
特徴：卵の兄弟。
性別：両者とも♂
名前は「フランク（Frank）」と「ビーン（Bean）」で、フランクは眼鏡をかけていて、ビーンは額にニキビがある。ガムボールのクラスメイト。歯列矯正中。インテリを気取っており、話し方が回りくどい。エルモア・ジュニア・ハイの部活動ではのけものクラブ所属。
クリスティーナ・レックス（英：Christina Rex）
声 - 高橋里枝
特徴：実物より比較的小さめのリアル・ティラノサウルス。
年齢：14歳
性別：♀
通称「ティナ」。短気な性格でガラクタ置き場で暮らしている。ガムボールのクラスメイト。家族には倍以上の大きさの父がいて、とても凶暴。女の子っぽいことが好き。
ヘクター（英：Hector）
特徴：巨人だがその外見は猿に近い。ほとんど腕や下半身しか映っておらず、顔は毛に覆われている。巨人にも関わらず平然と建物の中を歩いている。
年齢：12歳
性別：♂
ガムボールのクラスメイト。エルモア・ジュニア・ハイスクールの部活動ではサッカークラブ所属。若かりし頃のリンゴ・スター似の魔法使いの母がいて溺愛している。
バーニーちゃんという生きていないハムスターのペットを飼っている。母からは冬眠していると教えられているため、ヘクター自身は真実を知らない。
彼に母の悪口などを言うと、怒り狂い町を破壊しはじめる。

#### 教職員
ルーシー・シーミアン（英：Lucy Simian）
声 - 高橋里枝
特徴：ミッシング・リンク。ピンクの服を着用。
年齢：推定200万歳以上
性別：♀
本作のカートゥーンネットワーク・ヴィランズ。ガムボール達のクラスの担当教師。生徒達からは「ミス・シーミアン」、ブラウン校長からは「ルーシー」と呼ばれている。長年この仕事をしてきたが、その仕事を気に入っておらず、常に不機嫌な顔をしている。ガムボールを目の敵にしている他、ニコルを「負け犬」呼ばわりしている。一回だけガムボールたちの親切に心を動かされその後始末もしたが、報われていない。ガムボール曰く、「頭が富士山みたい」。あまりにも興奮すると凶暴な猿と化する。学校に通っていた頃は、落第を防ぐため、洞窟の壁に絵を描いてカンニングをしたことがある。
ナイジェル・ブラウン（英：Nigel Brown）
声 - 里卓哉
特徴：眼鏡をかけた、茶色の毛むくじゃらのなめくじ。
性別：♂
備考：エルモア・ジュニア・ハイスクール校長。ミス・シーミアンとは校長と教師という線を超えている。生徒よりも自分の面子や都合を優先し、生徒の言葉（主にガムボール達）に耳を傾けようとしない。
校長の資格を持っておらず、20年以上偽の証明書を掲示して同校の校長として勤務していた（それを隠蔽する目的で一度学校の爆破を試みたこともあった）。
スティーブ・スモール（英：Steve Small）
声 - 江藤博樹
特徴：人間の形をした雲。虹模様の服とサンダルを着用。
年齢：40～50代
性別：♂
スクールカウンセラーでかつては同校の生徒だった。生活指導が仕事だが常にどこか抜けている。何を考えているのか解らなく、言動もシュール。ニコルの所属する「怒りのコントロールクラブ」の顧問（ニコルとリチャードの二人と同級生で、ニコルがクラブに来る時は気軽に呼び捨てで彼女の名前を呼んでいた）。特製のハーブティーをよく飲む。ベジタリアンであると公言しているが実は隠れて肉も食べており、「他人に罪悪感を抱かせて優越感を得ている」というのが真相らしい。ガムボール達の問題にオカルトチックな手段を提案する。
コーチ（英：Coach）
特徴：手足が生えた四角い巨体
性別：♀
シーズン3から登場した、金メダリストの経歴を持つ体育担当の教師。指笛、口笛が苦手。ジェイミーの母。声が男っぽいため、彼女が女だと分かった際にはガムボールとダーウィンを驚かせた。夫はジェイミーと同じ大きさ。
ムーンチャイルド・コルネイユ（英：Moonchild Corneille）
特徴：ピクセル状のカエル。
性別：♂
シーズン4から登場した、地理の教員。深くてロマンチックな台詞を吐いてはいるが、見栄を張っており怠けがち。養護教諭のジョーンにいい所を見せたいがために特訓もせずにケージファイトに挑む。動画や写真を介して見るとピクセルではなくなる。
ジョーン・マーカム（英：Joan Markham）
特徴：眼鏡をかけた絆創膏。金髪。
性別：♀
学校の養護教諭。ガムボール達に執着するミス・シーミアンや潔癖症で神経質なテリを鬱陶しがっている。基本的には真面目だが、異様に頑丈なガムボールに対しては結構ずさんに診療する。

### ロビンソン家
ワタソン家の隣人。
ゲイロード・ロビンソン（英：Gaylord Robinson）
声 - 宝亀克寿
特徴：四角い体格に青いスーツとネクタイを着用した人間。眼鏡を掛けている。
年齢：50歳
性別：♂
マーガレットの夫。ケチで金に執着する。ガムボールとダーウィンからは親切心を持った行動をされているが、本人はそれを迷惑がっている。なお、2人が絶対的な好意を持つ大人でも数少ない人物でもある。Season4−63 「THE SALE」では、Mr.ロビンソンが家を売却しようとするが、二人は是が非でも売却を阻止しようと画策するほど慕っている様子が窺える（この時、Mr.ロビンソンを悪くいうニコルに対して2人が激昂したり、Mr.ロビンソンをIconとして崇拝したりしている）。
マーガレット・ロビンソン（英：Margaret Robinson）
特徴：横縞模様の服を着用した人間。
年齢：50代
性別：♀
ゲイロードの妻。潔癖症。ワタソン家を侮辱する夫にうっとりする。夫婦共に堅物な性格をしている。髪の毛はかつらで、ゲイロードはそれを変だと思っている。また、ゲイロードしか分からない言葉を使っている。性格は冷徹非道そのもので夫を遥かに超える外道さを見せる。
67-Bでの彼女の日頃の行為をまとめると「他人の車に窓拭き用のワックスをぶちまける」「財布のスリ」「困っている人の車のカギを拾い僅かに空いたドア窓に外から内側に投げ入れ、更に外側から鍵を取ろうとした際にドア窓に手が挟まった人を車ごと坂道に押し出す」「病院の新生児室にて生まれたばかりの赤子の名札を別の赤子の名札とすり替える」など、まさに外道の範疇を超える暴虐ぶりを見せる。なお、彼女の生産ラベルには「綿：70% ポリエステル：30% 生産地：灼熱の地獄」と記載されている。
ロッキー・ロビンソン（英：Rocky Robinson）
声 - 後藤ヒロキ
特徴：橙色の毛を生やした体の生物で鼻は大きい。Tシャツにジーンズを着用。
年齢：27歳
性別：♂
ロビンソン夫妻の息子。エルモア・ジュニア・ハイの生徒だったが成績が悪くて卒業できず、現在は用務員として勤務中。
両親とは別居している。ひょうきんな性格ではあるが、エルモアでは比較的真面目な方で、両親よりは常識的。
ロックやヘビィメタが好きで、スクールバスの運転中でもその話題が持ち上がると運転を投げ出して話題に入る事があった。また普段着のほとんどはロックバンド風のTシャツである（実在のロックバンドのパロディTシャツとなっている）。

### その他
ジュディス・フィッツジェラルド（Judith Fitzgerald）＊名前は、Google翻訳を使用しています。
特徴：ピーナッツ。所々に穴があり角や手足が出ているが目や口となる穴もある。
性別：♀
ペニーの母親。優しい性格で、脅しは恐ろしく怖い。当初、ペニーのボーイフレンドであるガムボールを快く思っていなかったパトリックに対し、ジュディスは、交際を認めてくれていた。普段の話にはあまり出てこない。
ポリー・フィッツジェラルド（Porry Fitzgerald）
特徴：小さなピーナッツ。所々に穴がありジュディス同様、角や手足が出ているが目や口となる穴もある。
性別：♀
ペニーの妹。おとなしい性格で、116Aではガムボールとダーウィンにベビーシッターをしてもらったこともあり、絵を描くことが好き。幼稚園に通っている。
普段の話にはあまり出てこない。        
パトリック・フィッツジェラルド（英：Patrick Fitzgerald）
特徴：ピーナッツ。所々に穴がありジュディス同様、角や手足が出ているが目や口となる穴もある。
性別：♂
ペニーの父親。厳格な性格で、当初はペニーのボーイフレンドであるガムボールを快く思っていなかった。しかし心からペニーを想うガムボールの姿を見て彼を受け入れるようになり、時には助ける事もあった。
なお彼の職業に関し、シーズン2では工事現場で働いていたがシーズン3では自ら不動産業と言い、はっきりとしていない。よく公園でランニングをしている。
ユキ・ヨシダ（英：Yuki Yoshida)
特徴：体は人間の形の雲。
性別：♀
レインボーファクトリーの社長夫人。マサミの母親。シーズン4にて、昔ニコルと仲が良く同じ道場に通っていたが、ニコルと戦った際負けてしまってから仲が悪くなっていたことが発覚。そして日本へ戻り修行してからニコルへリベンジの対決を挑み、また仲が戻った。また、日本語の場合「ヨシダ・ユキ」と翻訳される。
ラリー・ニードルマイヤー（英：Larry Needlemeyer）
声 - 後藤ヒロキ
特徴：石頭の男。
性別：♂
エルモアにあるほとんどすべての店舗で働いている。非常に勤勉で実直で温和な人物であるが、就いている仕事は最低賃金の労働（レジ係など）ばかりである。働いている職種は38種。また、仕事ばかりしている理由はワタソン家が彼の周りで起こした問題を全て弁償しているから。現在の姿からは想像できないが、リチャードが現れる以前は「ぐうたらラリー」の異名を持つ怠け者で、ガムボール達の策略でぐうたらの頃に戻った際は現在のスレンダーな体型とは逆の肥満体型になった。カレンという名前のフィアンセがいるが、ラリーが求婚しようとすると毎回邪魔が入ってしまう（それが原因でフラれたことも）。原語版では「ローレンス・ニードルマイヤー」と呼称されたこともある。
マービン・フィンクルハイマー（英：Marvin Finklehimer）
特徴：赤く丸い胴体に手足が生えた生物。
性別：♂
リタイア済みの老人。額と目尻に深いシワが刻まれ、小さな茶色の帽子をかぶっている。移動には電動カートを使用する。
「エルモアの一角でのんびり過ごしているモブキャラ老人達」の中のひとりとして作品初期から存在していたが、シーズン2のエピソードで、「家宝の時計を巡って、ワタソン家と何代にも渡って争い続けてきた、フィンクルハイマー家の末裔」という設定が与えられた。
ルイ（英：Louis）
特徴：黒いネズミ。
年齢：72歳
性別：♂
マービン同様にリタイア済みの老人で「エルモアの一角でのんびり過ごしているモブキャラ老人達」の中のひとり。シーズン3でジョジョの新たなボーイフレンドとして登場。ルイがジョジョとキスをした事でリチャードを激怒させた。後にジョジョと婚約した。
ドーナツ警官（英：Doughnut Sheriff）
特徴：手足を生やしたストロベリードーナツ。
性別：♂
エルモアの警官。口がドーナツの穴であり、食べ物が通り抜けてしまうため、いくら飲食しても満腹になれない。正義感が強く犯罪を厳しく取り締まるが、間抜けで勘違いが多い。職権乱用もたまにする。
強盗（英：Sal Left Thumb）
特徴：手足を生やした指紋。
性別：♂
本作のカートゥーン ネットワーク・ヴィランズ。シーズン1では「スプーン強盗」（スプーンを武器に相手を脅していた）として登場。以後エルモアの街で強盗行為を繰り返し、指名手配もされている。
オーサムストア店主（英：Van Shopkeeper）
特徴：魔法の出店を営む謎の店主。店主は目のみ視認でき、体は黒いもやがかかっている。
性別：♂
シーズン3から登場。ガムボールが4才の頃リチャードがダーウィンを見つけ売ってもらったオーサムストアの店主。怪しい魔法のアイテムを取り扱っている。具体的な説明はあまりせず、怪しげな注意だけを残す。
バナナ・バーバラ（英：Banana Barbara）
性別:♀
バナナ・ジョーの母親。頭に水玉の青いリボンをしており、ジョー以上にバカ（と言うより異常）。昔はしっかりしていたらしいが、チャネックス社での過度な労働によるストレスで燃え尽き症候群になったためこうなったらしい。青いリボンはそのときに破裂した皮を留めておくための物。
趣味は絵を描くことだが、この絵は不思議なことにその後起こる出来事を予言しており、その的中率は100%。

## 舞台
エルモア・ジュニア・ハイ（英：Elmore Junior High）
ガムボールたちが通うエルモアの中学校で、ニコル、リチャード、ペニーの父、トバイアスの母、ゲイロードなどもここの卒業生である。確認されている施設にはカフェテリア、体育館、屋内プール、図書室、グラウンド、校長室、実験室、シャワールーム、職員室、カウンセラー室など。
部活動は在籍者の親族も参加できるサークルのような形式を取っている。
チアリーディング・チーム（英：Cheerleading Squad） エルモアを代表するチアリーディングチーム。だいたい練習をしている。
現在のチアリーダーはペニーで部員にはマサミ、テリ、モリー、カルメンがいる。過去にニコルがチアリーダーを担当していた趣旨がある。
のけもの・クラブ（英：Rejected Club） ガムボールが声をかけられたが「のけもの」と聞いて鼻で笑い、断ったクラブ。
エッグヘッズ、ボバート、オチョが所属。どのクラブにも相手されない者の為のクラブ。
レインボー・ファクトリー（英：Rainbow Factory）
ニコルの勤務先。虹の工場。オーナーはマサミの父親が就任している。シーズン3では汚染水を垂れ流していたことで大爆発を起こした事がある。
リプリー・2000（英：Ripley 2000）
ラリーがアルバイトしているゲームショップ。店長の方針で返品は禁止されている。
スパイシー・ピザ（英：Spicy Pizza）
ラリーがアルバイトしているピザのデリバリーショップ。セットの中におもちゃは入っていない。
レーザー・ビデオ（英：Laser Video）
ラリーがアルバイトしているレンタルビデオ店。
ディナー（英：Dinner）
エルモアモールにある飲食店。ペニーとガムボールがランチをしたことがある。
ジョイフル・バーガー（Joyful Burger）
ラリーがアルバイトしているジャンクフード店。「マックガフィン」という秘密のバーガーがある。大手企業なので、エルモアにたくさんある。
忘れられ・た・世界（英：The Void）
シーズン3から登場。世界から忘れられたもの、時代遅れなもの、不良品が行き着くテレビの砂嵐の空間。＃YOLOや冥王星を9番目の惑星とする概念、アタリ2600版E.T.といった現実のものだけでなく、忘れられたロブやつまらなすぎるモリー、スモール先生のバンのジャニス、パイロット版のガムボールの家やエルモア・ジュニア・ハイ、ダーウィンの3Dモデルや22-Bで石にされた雲など、多岐にわたるものが散見される。
オーサム・ストア（英：The Awesome Store）
シーズン3から登場。魔法のアイテムを販売している怪しいライトバン。

## 制作

### 声優

#### アメリカ・イギリス版
- ガムボール・ワタソン - ローガン・グローブ→ジェイコブ・ホプキンス→ニコラス・カントゥ→デューク・カトラー
- ダーウィン・ワタソン - クウェシ・ブキエイ→テレル・ランサム・ジュニア→ドニエル・T・ハンスリー・ジュニア→クリスチャン・J・サイモン
- アナイス・ワタソン - カイラ・レイ・コワレフスキー
- ニコル・ワタソン、マーガレット・ロビンソン - テレサ・ギャラガー
- リチャード・ワタソン - ダン・ラッセル
- トバイアス、バナナ・ジョー、アラン、アイダホ、クレイトン、エッグヘッズ、スモール、ゲイロード・ロビンソン、ローレンス・ニードルマイヤー、ドーナツ - ルパート・ディガス
- レズリー、ボバート、ヘクター - ケリー・シェール
- アントン、エッグヘッズ、クリスティーナ・レックス、ナイジェル・ブラウン、ロッキー・ロビンソン - ルイス・マクラウド
- ミス・シーミアン、ジョセフィン・ワタソン - サンドラ・サールズ・ディッキンソン
- ペニー・フィッツジェラルド、マサミ、テリ、モリー・コリンズ、キャリー、カルメン、レイチェル、ジェイミー - ジェシカ・マクドナルド
- サシ - オーレリー・シャルボニエ

#### 日本版
- ガムボール - 竹内順子
- ダーウィン - 小林由美子
- アナイス、カルメン 他 - 日向ゆきこ
- ニコル、ペニー 他 - 山根舞
- リチャード - 武藤与志則
- ゲイロード - 宝亀克寿
- バナナ・ジョー、スモール 他 - 江藤博樹
- ブラウン、クレイトン、アラン 他 - 里卓哉
- トバイアス、ボバート、ロッキー、ラリー、アントン 他 - 後藤ヒロキ
- ロブ、キャリー、サシ、ティナ、ミス・シーミアン 他 - 高橋里枝
- マサミ、テリ 他 - 高田千裕

### スタッフ
- Created by：Ben Bocquelet
- Directed by：Mic Graves
- Story Consultant：Kent Osbone
- Art Director：Ben Bocquelet、Antoine Perez
- Lead Desgner：Amandine Pecharman
- Character & Prop Design：Dave Whyte
- Storyboarded by：Ben Marsaud、Celine Gobinet、George Gendi、Dave Smith、Phillip Warner、Chuck Klein、Chris Garbutt、Aurelie Charbonnier、Amandine Pecharman、Rob Latimer、Darren Vandenburg、Kent Osborne、Jacques Gauthier、Dave Needham、Tom Parkinson、Michael Gendi、Darren Vandenburg
- Written by：Ben Bocquelet、Jon Foster、James Lamont、Andrew Brenner、Mic Graves、Sam Ward、David Cadji Newby、Tommy Panays
- Music Composer：Ben Locket
- Produced by：Joanna Beresford→Sarah Fell
- Executive Producers：Ben Bocquelet、Daniel Lennard、Michael Carrington
- Produced by：Dandelion Studio
- Produced in association with：Boulder Media Limited（Season 1）、STUDIO SOI（Season 2–）

※エピソード中にスタッフの名前がしばしば登場する事がある（第37話Bパートの「ママを取り返せ!」内に出てくる「ダニエル・レナード」や第61話Bパートの「マサミの誕生日プレゼント」内に出てくる「ミック・グレイブス」等）

#### 日本版スタッフ
- おかしなガムボールイメージソング：「Yes / No Continue?」※2013年11月現在、オンエアされていない。
  - 歌：moumoon（ボーカル：YUKA） / 作詞：YUKA / 作曲・編曲：K.MASAKI
- プロデュース：岡田由里子（カートゥーン ネットワーク）
- 翻訳：池田美紀、大川直美
- 演出：鍛治谷功
- 調整：新井保雄
- 制作：尾澤美牧
- 日本語版制作：カートゥーン ネットワーク、ハーフ エイチ・ピー スタジオ

## 「おかしなガムボール」各話リスト
アニメ「おかしなガムボール」の日本及び韓国における放映順とサブタイトルを示す。なお、海外での放映順とは一致しないので注意。
| 日本語版・韓国語版・放映順                                                                           | Aパートサブタイトル                                                                 | Bパートサブタイトル                                                                 |
| シーズン1（2011年 - 2012年）                                                                         | シーズン1（2011年 - 2012年）                                                        | シーズン1（2011年 - 2012年）                                                        |
| --- | ----------------------------------------------------------------------------------- | ----------------------------------------------------------------------------------- |
| 1 | 3人目の親友 -THE THIRD-                                                             | 命の恩人 -THE DEBT-                                                                 |
| 2 | 女子より仲間!? -THE PRESSURE-                                                       | 家族改造プログラム -THE PAINTING-                                                   |
| 3 | 誰の責任? -THE RESPONSIBLE-                                                         | ドレスのアイドル!? -THE DRESS-                                                      |
| 4 | 究極のぐうたら対決 -THE LAZIEST-                                                    | 壮絶!食べすぎゴースト -THE GHOST-                                                   |
| 5 | 真犯人を捜せ! -THE MYSTERY-                                                         | やりすぎイタズラ合戦 -THE PRANK-                                                    |
| 6 | 空手マスタードの夢 -THE GI-                                                         | キョーフのキス!! -THE KISS-                                                         |
| 7 | あこがれのハイスクール・パーティ! -THE PARTY-                                       | 返品大騒動! -THE REFUND-                                                            |
| 8 | ホンモノはどっち? -THE ROBOT-                                                       | 恐怖のサバイバル・ピクニック -THE PICNIC-                                           |
| 9 | おバカさん対決! -THE GOONS-                                                         | ヒ・ミ・ツ!! -THE SECRET-                                                           |
| 10                                                                                                   | 正直とウソの勉強 -THE SOCK-                                                         | ダーウィンは天才? -THE GENIUS-                                                      |
| 11                                                                                                   | 大人サプリメント! -THE MUSTACHE-                                                    | ガムボールの初デート? -THE DATE-                                                    |
| 12                                                                                                   | のけものクラブの復讐 -THE CLUB-                                                     | 魔法使いリチャード!? -THE WAND-                                                     |
| 13                                                                                                   | ミス・シーミアンの友達作戦 -THE APE-                                                | ミスター・ロビンソンの苦悩 -THE POLTERGEIST-                                        |
| 14                                                                                                   | お兄ちゃん、デイジーを取りかえして! -THE QUEST-                                     | ママの誕生日とスプーン強盗 -THE SPOON-                                              |
| 15                                                                                                   | ミスター・ロビンソンの車のナゾ -THE CAR-                                            | とてもアンラッキーな1日 -THE CURSE-                                                 |
| 16                                                                                                   | 人食いモンスター、ケネス -THE MICROWAVE-                                            | 余計なことしないで、ママ! -THE MEDDLER-                                             |
| 17                                                                                                   | ヘルメット争奪戦! -THE HELMET-                                                      | 対決!ティナVSガムボール -THE FIGHT-                                                 |
| 18                                                                                                   | 世界の終わり!? -THE END-                                                            | 覚悟を決めて!? -THE DVD-                                                            |
| シーズン2（2012年 - 2013年）                                                                         |                                                                                     |                                                                                     |
| 19                                                                                                   | ペニー姫は渡さない! -THE KNIGHTS-                                                   | 巨人ヘクターと友達リクエスト -THE COLOSSUS-                                         |
| 20                                                                                                   | 勝ち組サバイバル! -THE FRIDGE-                                                      | リモコン争奪戦 -THE REMOTE-                                                         |
| 21                                                                                                   | やきもちガムボール -THE FLOWER-                                                     | 正義のペン -THE BANANA-                                                             |
| 22                                                                                                   | 携帯に夢中! -THE PHONE-                                                             | ええっ、パパが仕事!? -THE JOB-                                                      |
| 23                                                                                                   | お化け屋敷のハロウィーン・パーティ -HALLOWEEN-                                      | ワタソン家の秘密の箱 -THE TREASURE-                                                 |
| 24                                                                                                   | 邪悪なダーウィン -THE WORDS-                                                        | ピンチ!ミス・シーミアン -THE APOLOGY-                                               |
| 25                                                                                                   | ウソつきクレイトン -THE SKULL-                                                      | サンタさんなんていない!? -CHRISTMAS-                                                |
| 26                                                                                                   | 家宝の時計を取り返せ! -THE WATCH-                                                   | ボバートの24時間ゲーム -THE BET-                                                    |
| 27                                                                                                   | 最高に幸せになる方法 -THE BUMPKIN-                                                  | 裏切りっこなし! -THE FLAKERS-                                                       |
| 28                                                                                                   | いい母親はどっち!? -THE AUTHORITY-                                                  | ウイルスの攻撃に気をつけろ! -THE VIRUS-                                             |
| 29                                                                                                   | アナイスとの約束 -THE PONY-                                                         | カンペキすぎる愛!? -THE STORM-                                                      |
| 30                                                                                                   | 悪夢のゆくえ -THE DREAM-                                                            | ボスはどっち!? -THE SIDEKICK-                                                       |
| 31                                                                                                   | パパはヒーロー!? -THE HERO-                                                         | かっこいい写真大作戦 -THE PHOTO-                                                    |
| 32                                                                                                   | 仲違いのゆくえ -THE TAG-                                                            | ボクたち不良!? -THE LESSON-                                                         |
| 33                                                                                                   | ママ、限界をこえる! -THE LIMIT-                                                     | 命令ゲームを生きのこれ! -THE GAME-                                                  |
| 34                                                                                                   | バナナジョーとの約束 -THE PROMISE-                                                  | ナゾの宿敵 -THE VOICE-                                                              |
| 35                                                                                                   | ジュークの言いたかったこと -THE BOOMBOX-                                            | NOと言えないパパ -THE CASTLE-                                                       |
| 36                                                                                                   | みんなのビデオ! -THE TAPE-                                                          | セーター野郎との決闘 -THE SWEATERS-                                                 |
| 37                                                                                                   | インターネットの罠 -THE INTERNET-                                                   | ママを取り返せ! -THE PLAN-                                                          |
| 38                                                                                                   | ステキな町、エルモア -THE WORLD-                                                    | ハッピーエンドじゃ終わらない! -THE FINALE-                                          |
| シーズン3（2014年 - 2015年）                                                                         |                                                                                     |                                                                                     |
| 39                                                                                                   | ボクたち大人!? -THE KIDS-                                                           | サラの幸せのシナリオ -THE FAN-                                                      |
| 40                                                                                                   | 体育のコーチが教えてくれたこと -THE COACH-                                          | シアワセの集団感染! -THE JOY-                                                       |
| 41                                                                                                   | アントンの秘密を探れ! -THE RECIPE-                                                  | ペットに愛の手を!? -THE PUPPY-                                                      |
| 42                                                                                                   | ザックという男 -THE NAME-                                                           | ふりむけば僕らが… -THE EXTRAS-                                                      |
| 43                                                                                                   | 勘違いの結末 -THE GRIPES-                                                           | 恐怖の家族旅行! -THE VACATION-                                                      |
| 44                                                                                                   | ブラウン校長の苦悩 -THE FRAUD-                                                      | 世界から忘れられて -THE VOID-                                                       |
| 45                                                                                                   | ロッキーは哀しきサラリーマン -THE BOSS-                                             | ウソつきクレイトンの真実 -THE MOVE-                                                 |
| 46                                                                                                   | ドーナツ警官のカッコいい1日 -THE LAW-                                               | おバカアレルギーをとめて! -THE ALLERGY-                                             |
| 47                                                                                                   | 世界一すばらしいママへ -THE MOTHERS-                                                | 一番のお気に入りは誰!? -THE PASSWORD-                                               |
| 48                                                                                                   | 先のばし症候群のワナ -THE PROCRASTINATORS-                                          | 飛びだせ!ペニー -THE SHELL-                                                         |
| 49                                                                                                   | 愛の呪いを解け! -THE MIRROR-                                                        | いとしの毛むくじゃらハムスター -THE BURDEN-                                         |
| 50                                                                                                   | プロポーズ大作戦! -THE BROS-                                                        | パパが大人になる日 -THE MAN-                                                        |
| 51                                                                                                   | ラリーが仕事をやめた日 -THE PIZZA-                                                  | スラズル・デーを祝おう! -THE LIE-                                                   |
| 52                                                                                                   | おそるべし!バタフライ効果 -THE BUTTERFLY-                                           | ボクらはなぜ生きるのか -THE QUESTION-                                               |
| 53                                                                                                   | 運命を変えろ! -THE ORACLE-                                                          | エルモアの支配者 -THE SAFETY-                                                       |
| 54                                                                                                   | 初めての友だち -THE FRIEND-                                                         | 聖人君子アラン -THE SAINT-                                                          |
| 55                                                                                                   | 秘密結社に入りたい! -THE SOCIETY-                                                   | ネタバレ禁止! -THE SPOILER-                                                         |
| 56                                                                                                   | 時間を止めて! -THE COUNTDOWN-                                                       | ある不審者の復活 -THE NOBODY-                                                       |
| 57                                                                                                   | 不機嫌なガムボール -THE DOWNER-                                                     | 気の合うふたり -THE EGG-                                                            |
| 58                                                                                                   | ダーウィンの晴れ舞台 -THE TRIANGLE-                                                 | ワタソン家の“ホコリ” -THE MONEY-                                                    |
| シーズン4（2015年 - 2016年）                                                                         |                                                                                     |                                                                                     |
| 59                                                                                                   | 最高の父親 -THE RETURN-                                                             | ドクター破壊王! -THE NEMESIS-                                                       |
| 60                                                                                                   | エルモア最強の集団 -THE CREW-                                                       | クレアにハッピーエンドを! -THE OTHERS-                                              |
| 61                                                                                                   | 家族はサイコー! -THE SIGNATURE-                                                     | マサミの誕生日プレゼント -THE GIFT-                                                 |
| 62                                                                                                   | 小切手は誰の手に?! -THE CHECK-                                                      | 仲直りのしかた -THE PEST-                                                           |
| 63                                                                                                   | 愛するロビンソンさん -THE SALE-                                                     | パパのおつかい -THE ROUTINE-                                                        |
| 64                                                                                                   | 弟子にしてください! -THE APPRENTICE-                                                | 予測不可能な男 -THE HUG-                                                            |
| 65                                                                                                   | 駐車場争奪戦! -THE PARKING-                                                         | ボバートが教えてくれたこと -THE UPGRADE-                                            |
| 66                                                                                                   | レーザーハートの教え -THE COMIC-                                                    | 愛の思い出めぐり -THE ROMANTIC-                                                     |
| 67                                                                                                   | 動画はやめられない! -THE UPLOADS-                                                   | 意地悪マーガレット -THE WICKED-                                                     |
| 68                                                                                                   | 僕らが家族になったワケ -THE ORIGINS-                                                | 僕らが家族になったワケ -THE ORIGINS Part2-                                          |
| 69                                                                                                   | 裏切り者を追え! -THE TRAITOR-                                                       | アドバイスで人生バラ色!? -THE ADVICE-                                               |
| 70                                                                                                   | 友情が壊れる!? -THE SIGNAL-                                                         | 愛とは奪うもの -THE GIRLFRIEND-                                                     |
| 71                                                                                                   | 友だちの正体 -THE PARASITE-                                                         | 愛の定義 -THE LOVE-                                                                 |
| 72                                                                                                   | なんちゃって怪物退治! -THE SCAM-                                                    | やっぱり気まずい二人 -THE AWKWARDNESS-                                              |
| 73                                                                                                   | ナイルの危ないヤツ -THE NEST-                                                       | よい子ポイントを稼ごう! -THE POINTS-                                                |
| 74                                                                                                   | だって悪役だから -THE BUS-                                                          | エルモアの夢の世界 -THE NIGHT-                                                      |
| 75                                                                                                   | 誰もわかってくれない! -THE MISUNDERSTANDINGS-                                       | さよならダーウィン!? -THE ROOTS-                                                    |
| 76                                                                                                   | 悪いのはゲーム?! -THE BLAME-                                                        | ボクにもやって! -THE SLAP-                                                          |
| 77                                                                                                   | 名探偵アナイス -THE DETECTIVE-                                                      | 因縁の対決? -THE FURY-                                                              |
| 78                                                                                                   | ベスト・オブ・エルモア・ストリーム -THE COMPILATION-                                | 万能リモコン -THE DISASTER-                                                         |
| シーズン5（2016年 - 2018年）                                                                         |                                                                                     |                                                                                     |
| 79                                                                                                   | 永遠の宿敵 -THE RERUN-                                                              | モリーのなが～い話 -THE STORIES-                                                    |
| 80                                                                                                   | ジョシュって何者? -THE GUY-                                                         | 土曜日の可能性 -THE BOREDOM-                                                        |
| 81                                                                                                   | アランの野望 -THE VISION-                                                           | 運命の出会い -THE CHOICES-                                                          |
| 82                                                                                                   | インターネットを復活せよ! -THE CODE-                                                | ガムボールが人気者?! -THE TEST-                                                     |
| 83                                                                                                   | ロマンチックに出会いたい! -THE SLIDE-                                               | ルールを設定しよう! -THE LOOPHOLE-                                                  |
| 84                                                                                                   | ママの大切な日 -THE FUSS-                                                           | ジョジョおばあちゃんの壺 -THE VASE-                                                 |
| 85                                                                                                   | トリックをきめろ! -THE OLLIE-                                                       | ジャガイモのことは忘れて -THE POTATO-                                               |
| 86                                                                                                   | 魔法使いになりたい! -THE SORCERER-                                                  | 不思議なRPG -THE CONSOLE-                                                           |
| 87                                                                                                   | 自由への大脱走 -THE OUTSIDE-                                                        | マネっこはやめて! -THE COPYCATS-                                                    |
| 88                                                                                                   | ごめんねキャリー -THE MATCHMAKER-                                                   | 箱を開けちゃおう! -THE BOX-                                                         |
| 89                                                                                                   | おばあちゃんは焼きもちやき! -THE CATFISH-                                           | すべてはあの日の夜から -THE CYCLE-                                                  |
| 90                                                                                                   | エルモア・ニュース! -THE NEWS-                                                      | ツルッパゲじゃないもん! -THE STARS-                                                 |
| 91                                                                                                   | カンニング大作戦 -THE GRADES-                                                       | やりすぎダイエット -THE DIET-                                                       |
| 92                                                                                                   | 新しい宿敵 -THE EX-                                                                 | 秘密のバーガー -THE MENU-                                                           |
| 93                                                                                                   | おじさんは有名人!? -THE UNCLE-                                                      | やっぱりサシはサシ! -THE WEIRDO-                                                    |
| 94                                                                                                   | パパは強盗犯? -THE HEIST-                                                           | 美しさよ、もう一度! -THE PETALS-                                                    |
| 95                                                                                                   | カルメンの過去 -THE BEST-                                                           | 一番つらいのは誰? -THE WORST-                                                       |
| 96                                                                                                   | ママのために -THE LIST-                                                             | パパにも感謝して -THE DEAL-                                                         |
| 97                                                                                                   | プレミア試写会 -THE LINE-                                                           | エルモアで歌えば -THE SINGING-                                                      |
| 98                                                                                                   | 懐かしい人形たち -THE PUPPETS-                                                      | パパの秘密 -THE LADY-                                                               |
| シーズン6（2018年 - 2019年）                                                                         |                                                                                     |                                                                                     |
| 99                                                                                                   | ダーウィンは天然? -THE SUCKER-                                                      | 闘え!学校のために -THE CAGE-                                                        |
| 100                                                                                                  | アナイス誕生秘話 -THE RIVAL-                                                        | 親友はひとりだけ -THE ONE-                                                          |
| 101                                                                                                  | 何もしない日 -THE VEGGING-                                                          | 未来はここから始まる -THE FATHER-                                                   |
| 102                                                                                                  | どうしても気まずい二人 -THE CRINGE-                                                 | お隣さんは誰? -THE NEIGHBOR-                                                        |
| 103                                                                                                  | 秘密の取り引き -THE PACT-                                                           | この世は灰色? -THE FAITH-                                                           |
| 104                                                                                                  | リーダーを選ぼう! -THE CANDIDATE-                                                   | 変身は楽しいな! -THE ANYBODY-                                                       |
| 105                                                                                                  | サラの不思議なノート -THE SHIPPENING-                                               | おバカはやめて! -THE BRAIN-                                                         |
| 106                                                                                                  | 環境にやさしい暮らし -THE STINK-                                                    | 植物なんて意味がない!? -THE AWARENESS-                                              |
| 107                                                                                                  | ママの両親 -THE PARENTS-                                                            | パパはカリスマ経営者? -THE FOUNDER-                                                 |
| 108                                                                                                  | 学校は必要? -THE SCHOOLING-                                                         | ネットのない世界 -THE INTELLIGENCE-                                                 |
| 109                                                                                                  | 巨人ヘクターのお悩み -THE POTION-                                                   | 自由になりたいペニー -THE TRANSFORMATION-                                           |
| 110                                                                                                  | 理解不能な新入生 -THE UNDERSTANDING-                                                | きょうは脇役が主役!? -THE SPINOFFS-                                                 |
| 111                                                                                                  | 民宿始めました! -THE AD-                                                            | 配達人とのバトル -THE SLIP-                                                         |
| 112                                                                                                  | 家族でRPG! -THE MASTER-                                                             | アナイスの友達 -THE BUDDY-                                                          |
| 113                                                                                                  | 冷え切ったカンケイ? -THE SILENCE-                                                   | 未来を知りたい! -THE FUTURE-                                                        |
| 114                                                                                                  | ひそかな願い -THE WISH-                                                             | 夢の工場見学 -THE FACTORY-                                                          |
| 115                                                                                                  | 疑わしいカンケイ -THE DRAMA-                                                        | 立ち上がれ、モノたち! -THE REVOLT-                                                  |
| 116                                                                                                  | ハチャメチャ・ベビーシッター! -THE MESS-                                            | パパの宝物 -THE POSSESSION-                                                         |
| 117                                                                                                  | ロビンソンさんの涙 -THE HEART-                                                      | 恐怖のハロウィーン -THE GHOULS-                                                     |
| 118                                                                                                  | やっぱり親友はひとりだけ -THE BFFS-                                                 | 秘密諜報員ガムボール -THE AGENT-                                                    |
| 119                                                                                                  | 決められないダーウィン -THE DECISIONS-                                              | パソコンの正しい使い方 -THE WEB-                                                    |
| 120                                                                                                  | エルモア追放 -THE NUISANCE-                                                         | エルモアの未来 -THE INQUISITION-                                                    |
| シーズン6.1「ダーウィンのフォトブック（Darwin's Yearbook）」（2019年）                               |                                                                                     |                                                                                     |
| 121                                                                                                  | バナナジョー -BANANA JOE-                                                           | クレイトン -CLAYTON-                                                                |
| 122                                                                                                  | キャリー -CARRIE-                                                                   | アラン -ALAN-                                                                       |
| 123                                                                                                  | サラ -SARAH-                                                                        | 先生たち -TEACHERS-                                                                 |
| シーズン6.2「とっておきのガムボール（The Gumball Chronicles）」（2020年 - 2021年）                   |                                                                                     |                                                                                     |
| 124                                                                                                  | ママへのプレゼント -MOTHER'S DAY-                                                   | エルモアのおたずね者 -ELMORE'S MOST WANTED-                                         |
| 125                                                                                                  | エルモアの呪い -THE CURSE OF ELMORE-                                                | ボクと出馬して、ペニー -VOTE GUMBALL... AND PENNY?-                                 |
| 126                                                                                                  | ボクと出馬して、レズリー -VOTE GUMBALL... AND LESLIE?-                              | ボクと出馬して、ボバート -VOTE GUMBALL... AND BOBERT?-                              |
| 127                                                                                                  | 誰かボクと出馬して! -VOTE GUMBALL... AND ANYONE?-                                   | ワタソン家の家系図 -ANCESTOR ACT-                                                   |
| シーズン7「やっぱりおかしなガムボール（The Wonderfully Weird World of Gumball）」（2025年 - 2027年） |                                                                                     |                                                                                     |
| 128                                                                                                  | ??? -THE BURGER-                                                                    | ??? -THE ASSISTANT-                                                                 |
| 129                                                                                                  | ??? -THE DISTANCE-                                                                  | ??? -THE THING-                                                                     |
| 130                                                                                                  | ??? -THE BUTTS-                                                                     | ??? -THE TRAFFIC-                                                                   |
| 131                                                                                                  | ??? -THE ASTROLOGICAL-                                                              | ??? -THE CHEERLEADER-                                                               |
| 132                                                                                                  | ??? -THE BORING-                                                                    | ??? -THE TEACHER-                                                                   |
| 133                                                                                                  | ??? -THE APP-                                                                       | ??? -THE ENTRANCE-                                                                  |
| 134                                                                                                  | ??? -THE LETTER-                                                                    | ??? -THE GUT-                                                                       |
| 135                                                                                                  | ??? -THE WRINKLE-                                                                   | ??? -THE GOURMENT-                                                                  |
| 136                                                                                                  | ??? -THE POOL-                                                                      | ??? -THE PORTRAIT-                                                                  |
| 137                                                                                                  | ??? -THE CLIMB-                                                                     | ??? -THE AMADAIN-                                                                   |
| 映画編（未定）                                                                                       |                                                                                     |                                                                                     |
| 映画                                                                                                 | おかしなガムボール ザ・ムービー!（仮称） -The Amazing World of Gumball: The Movie!- | おかしなガムボール ザ・ムービー!（仮称） -The Amazing World of Gumball: The Movie!- |

- 「#1-A 三人目の親友」から、#5-A、#12-Bと#24-A、はYouTubeの公式チャンネルにて、「#48-B 飛びだせ!ペニー」はカートゥーン ネットワークの公式サイトで公開されている。

- 2014年6月のみは22話が放送休止になっている
- 2020年3月から#40が、4月から#28が放送リストから外された。2023年5月から再開。
- 2020年9月からウイルスなどの関連エピソードである#15、#32、#54、#63、#81、#85、#86が放送リストから外された（それ以前から別の回に差し替えられていた）。このうち#15、#32、#85、#86が2023年5月から再開。
- 2021年2月18日にカートゥーンネットワーク（アメリカ）公式Xにて「#120-B エルモアの未来」の事実上の続編である最終回スペシャル「The Amazing World of Gumball: The Movie!」が制作中であることが明かされた。最初は、HBOMAXでストリーミング配信する予定だったがディスカバリーとの合併により今作含む、プロジェクトが全てお蔵入りとなり別のサービスで配信されることが期待されている。
- 2023年9月下旬、Netflixにて「おかしなガムボール」が復刻配信された。現時点ではシーズン2まで。
- 2023年6月15日にアヌシー国際アニメーション映画祭で、シーズン7が制作中であることが確認されたが放送日は未定。シーズン7は全20話（A&Bパートを1話とする）。
- 2021年に「おかしなガムボール」の完全新作『おかしなガムボール ザ・シリーズ』が制作されていることが明かされた。 このアニメの最初の情報は、2024年のアヌシー国際アニメーション映画祭で発表される。
- 2024年のアヌシー国際アニメーション映画祭で、「おかしなガムボール」のシーズン7が発表された。放送時期は2025年〜2026年を予定。シーズン7の最初のエピソードは「The Burger (原題)」。参加者には「ジョイフルバーガー」をテーマにしたグッズが配布された。
- 2024年のアヌシー国際アニメーション映画祭の開催時点では、映画『おかしなガムボール ザ・ムービー!』は現在も制作しているという。
- 2024年9月25日0時からは、「MAX」で「おかしなガムボール：とっておきのガムボール」が配信された。
- 2025年1月11日には、シーズン7の公開が2025年と発表された。
- 2025年5月19日22時、世界の「カートゥーン ネットワーク」SNSアカウントにて、シーズン7のティザーが初公開された。日本では、なぜか英語タイトルでティザーが投稿され、タイトルは「やっぱりおかしなガムボール (The Wonderfully Weird World of Gumball)」として発表された。
- 2025年7月15日にはトレーラーが公開され、7月中旬には日本での放送も決定し2025年10月6日に世界同時放送されると発表された。

## ミニムービー
YouTubeのElmoreStreamにて1分間のミニムービーを配信中。日本では2012年（平成24年）よりカートゥーン ネットワークの公式ページにて配信されている（YouTubeの公式チャンネルでも公開されているが、一部動画は日本から利用できなくなっている）。
- いたずら（英：Poke Joke）
- 息吐き競争（英：Gumball vs Darwin - Exhaling Contest）
- メラメラ・エアロビ（英：Epic DVD Remote Prank）
- アナイスVSお兄ちゃん（英：Annoying Brother）
- バナナ・ジョー ショ〜（英：Banana Dance）
- ロビンソン夫妻の思い出（英：At Home With the Robinsons）
- ソーセージにありつくために（英：What Dad Will do For A Sausage）
- キャリーの3D劇場（英：No Glasses 3D!）
- くつ下棒攻撃!（英：Sock on a Stick）
- （英：Gumball Serenades Penny）
- ティナのラブ・プロフィール（英：T-Rex Wants a Date）
- サシ、大笑い!（英：Chin Girl Laugh）
- サシ、大笑い!（リミックス版）（英：Chin Girl Laugh Remix）
- セメント・ダッシュ!（英：Wet Cement Dash）

## 評価
このアニメには好意的な評価が寄せられ、その多くは番組の視覚効果、音楽、ユーモアについての賞賛だった。バラエティのブライアウ・ロウリーはこの番組について好評を寄せ、「家庭内での混乱の中で鋭いひねりと、第1級のばかばかしさが効いている」と評した。エンターテインメント・ウィークリーのケン・タッカーもこの番組について好意的な評価を下しており、「この番組ほど、想像力が幅広く、視覚・ストーリーテーリングにおいて挑戦的な人気子供向け番組はなかなか見られない」と話している。Daily Mailには「この番組は素晴らしいまでにシュールで展開が速く面白いテレビ番組である」や「この番組は子供だけでなく親も楽しめる作品としてよくできている」といった複数の投稿が寄せられた。
The A.V. Clubの、ノエル・マレーはこのアニメの初期12話が収録されたDVDにB+の評価を下し、「この番組は、よく構築された世界観と、個性的なキャラクターデザイン、さらには独自の作風も相まって、今日ケーブルテレビ局で放送されているほかのくだらなくて半ば無秩序な番組と一線を画している」とコメントした。
また、WIREDの記者Zも、この番組について「ありきたりなテレビ番組から完全な狂気へと転換させるプロットを生み出してしまうほど天才的な心を何
とか手に入れた」と評価した。

### 日本での評価
2013年夏に日本のカートゥーン ネットワークで行われた視聴者人気投票で、このアニメは『トムとジェリー』を抑え1位に輝いた。日本語版でガムボールを演じた竹内は、子供番組らしくも斬新な番組だったと話し、アニメーションの技法よりも、ギャグやユーモアに驚いたことを明かした。

### 受賞歴
- 受賞
  - 2011年アヌシー国際アニメーション映画祭・テレビシリーズ部門最優秀賞
  - 第65回英国アカデミー賞・キッズ部門作品賞
  - 第39回アニー賞・最優秀子供向けテレビアニメ部門
- ノミネート

## ゲーム
- トゥーンカップ - カートゥーン ネットワーク オールスターのサッカーゲーム。2012年からガムボールなどのキャラクターが参戦した。
- おかしなガムボールのゲーム一覧 - フラッシュゲームやアプリゲームはここから確認可能。